# Released
Released is het tweede studioalbum van Jade Warrior. Jade Warrior moet het nog steeds zonder vaste drummer doen, terwijl er op album wel een drummer meespeelt. Zijn naam en de naam van de saxofonist zijn in dunne letters afgebeeld, terwijl de basisleden dik zijn afgedrukt. De muziek is in tegenstelling tot het vorige album behoorlijk tegen de rock aan, alhoewel dus zonder echte drummer. Af en toe neigt de muziek naar jazz toe door de saxofoon en fluit en het zweverige is niet geheel verdwenen (Water curtain cave). Barazinbar lijkt een jamsessie. Het album is opgenomen in Londen. 

## Musici
- Tony Duhig – gitaar
- Glyn Havard – basgitaar, zang
- Jon Field – dwarsfluit, conga's, zang

met
- Allan Price – slagwerk
- Dave Conners – saxofoons

Dave Conners was een Australische saxofonist, die speelde bij de muziekgroep Lizard uit Sydney. Hij speelde nog mee op een album van Graham Parker, Howlin' wind uit 1972.

## Muziek
| Nr. | Titel                                                                 | Duur  |
| --- | --------------------------------------------------------------------- | ----- |
| 1.  | Three-horned dragon king                                              | 6:09  |
| 2.  | Eyes on you                                                           | 3:05  |
| 3.  | Bride of summer                                                       | 3:19  |
| 4.  | Water curtain cave                                                    | 6:28  |
| 5.  | Minnamoto’s dream                                                     | 5:30  |
| 6.  | We heave reason to believe                                            | 3:50  |
| 7.  | Barazinbar                                                            | 15:00 |
| 8.  | Yellow eyes                                                           | 2:51  |
| 9.  | Minnamoto’s dream (bonustrack met abrupt eind op sommige cd-uitgaven) |       |

Van het album werd in de hoedanigheid van We have reason to believe / Barazinbar (verkorte versie) een single uitgegeven.